# ВК Спартак (Плевен)
Волейболен клуб Спартак Плевен води началото си от далечната 1926 г. След София, Плевен е един от първите градове в които започва развитието на непознатата дотогава в България игра. По това време волейболните отбори се образуват към спортните клубове.
През 1953 г. на Републиканското първенство в Стара Загора мъжете на „Спартак"-Плевен печелят второ място след „Спартак"-София.
През 1968 година е създадено първото Спортно училище в България „Георги Бенковски“ – Плевен. Оттогава волейбола се развива благодарение на неуморния труд на треньорите, цяла плеяда плевенски волейболисти заемат призови места на Олимпийски, Световни, Европейски първенства, Балканиади и Турнир „Дружба“. Много от състезателите са продължавали и продължават да работят като треньори и с желание и упоритост развиват не само себе си, но и спорта, с който са свързали съдбата си.
Името на ВК „Спартак“ се свързва и с единствения клуб от провинцията, който се класира и стига до полуфинал за купата на Европейската Конфедерация по волейбол - CEV.

## Успехи

### Мъже
- Републиканското първенство:
  -  – 1953

### Жени
- Национална волейболна лига – жени:
  -  – 4 пъти

## Ръководство
- Пламен Георгиев – президент на клуба
- Светла Димитрова – изпълнителен директор на този пост e от 1996 г., бивша състезателка на „Спартак“ – Плевен.
- Виолета Антонова – старши треньор Състезателната и кариера преминава от „Спартак“ – Плевен, „Черно море“ – Варна, „Беверен“ – Белгия и „Лил“ – Франция. Треньорската и кариера започва през 2002 г. помощник на покойния Стефан Панчев в „Спартак 96“ – Плевен, а от 2003 старши треньор на същия тим.
- Валентина Панова – помощник-треньор със състезателна кариера – „Спартак“ – Плевен, Сърбия и Черна гора.

## Състав 2013/14
| №              |           | Играч                 | Позиция              | Рождена дата         | Ръст      |
| Посрещачи      | Посрещачи | Посрещачи             | Посрещачи            | Посрещачи            | Посрещачи |
| -------------- | --------- | --------------------- | -------------------- | -------------------- | --------- |
| 2              |           | Беатрис Лабешка       | посрещач             | 25 септември 1994 г. |           |
| 8              |           | Теодора Константинова | посрещач             | 17 септември 1997 г. |           |
| 10             |           | Румена Димитрова      | посрещач             |                      |           |
| 11             |           | Ана Петрова           | посрещач             | 16 май 1983 г.       |           |
| 13             |           | Симона Занова         | посрещач             | 9 октомври 1995 г.   |           |
| Разпределители |           |                       |                      |                      |           |
| 4              |           | Валя Христова         | разпределител        | 21 август 1997 г.    |           |
| 12             |           | Даяна Георгиева       | разпределител        | 6 декември 1995 г.   |           |
| Центрове       |           |                       |                      |                      |           |
| 1              |           | Стела Горанова        | централен блокировач | 26 септември 1997 г. |           |
| 3              |           | Виктория Стоянова     | централен блокировач | 28 август 1993 г.    |           |
| 9              |           | Белослава Гойчева     | централен блокировач | 5 декември 1998 г.   |           |
| Диагонали      |           |                       |                      |                      |           |
| 7              |           | Юлия Бонева           | диагонал             | 17 юли 1988 г.       | 208 см.   |
| Либеро         |           |                       |                      |                      |           |
| 6              |           | Поля Дакова           | либеро               | 12 февруари 1988 г.  |           |
| 5              |           | Николета Паунова      | либеро               | 6 декември 1998 г.   |           |

## Зала на славата
Звездни имена на волейбола в Плевен са: Христо Стоянов, Райна Иванова, Веска Коцева, Мариана Марковска, Виолета Антонова, Силвия Стайкова, Ваня Соколова, Цветан Цанов, Марин Дачовски, Николай Велков, Кръстьо Лабешки и др.
Изтъкнати състезателки: Виолета Антонова, Марияна Костова, Мартина Георгиева, Елеонора Николова, Силвия Петрова, Йоана Нинова, Габриела Коева и др.
Треньори, отличили се за отбора са: Марин Дачовски, Кольо Велков, Симеон Върбанов, Виолета Антонова, Стефан Панчев, Кръстьо Лабешки, Марияна Костова и др.
С отличия и призове се сдобиват:
- Цветан Цанов – неговият състезател Христо Стоянов става сребърен медалист на Олимпийските игри в Москва.

- Марин Дачовски – треньор на състезателките Веска Коцева, Мариана Костова, Райна Иванова, Виолета Антонова, Валя Маркова, които са многократни медалисти от Държавни, Световни, Европейски първенства, Балкански игри и Турнир „Дружба“.

- Николай Велков – дългогодишен помощник–директор по спорта в СУ „Георги Бенковски“ и треньор по волейбол. През годините отборите му покоряват спортните върхове и завоюват немалко медали на Държавни първенства.

- Кръстьо Лабешки – възпитаник на СУ „Георги Бенковски“, а по-късно и дългогодишен треньор в същото училище. Благодарение на любовта към спорта и упоритостта, неговите състезателки Ваня Соколова, Силвия Стайкова и Илиана Илиева заемат призови места в Световни, Европейски, Балкански първенства по волейбол и турнири „Дружба“. През годините Лабешки и неговите отбори са многократни медалисти в Държавни първенства.

- Виктор Йотов – неговата състезателка Валя Кирилова взима приза за най-добър разпределител в А-групата – жени за 1999 г.

- Виолета Антонова – възпитаничка на СУ „Георги Бенковски“, национална състезателка по волейбол и настоящ треньор в училището.

- Марияна Костова – възпитаничка на СУ „Г. Бенковски“, настоящ треньор по волейбол в училището. Нейни възпитанички са националните състезателки Габриела Коева